# Championnat de Russie de football de quatrième division
La Division B de la Deuxième ligue (russe : Вторая лига Дивизион «B», Vtoraïa Liga Divizion B) est une compétition russe de football fondée en 2023. Elle constitue la quatrième division du football professionnel russe.
Une première quatrième division professionnelle, appelée la Troisième ligue (russe : Третья лига, Tretia Liga), a été déjà été implémentée l'espace de quatre saisons entre 1994 et 1997 avant d'être dissoute. L'idée est relancée en 2023 avec la réorganisation de la troisième division qui donne lieu à la scission de celle-ci entre la Division A, qui devient le troisième échelon de fait, et la Division B, qui devient le quatrième.
Contrairement aux autres compétitions professionnelles russes, la Division B suit un calendrier de type « printemps-automne » sur une seule année civile au lieu du format « automne-printemps » sur deux années suivi par les autres.

## Histoire
Dans sa première itération entre 1994 et 1997, la quatrième division est gérée par la Ligue de football professionnel russe (PFL). Elle se constitue alors de cinq à six groupes répartis selon des zones géographiques définies. Au terme de la saison, les vainqueurs des différents groupes ainsi que leurs dauphins sont promus en troisième division. Les équipes réserves n'étaient pour leur part pas éligible à la promotion.
Durant sa brève existence, la compétition est marquée par de nombreux retraits de clubs, souvent pour des raisons financières.
En mai 2023, la Ligue nationale de football (ru) (FNL), gestionnaire de la troisième division, annonce une profonde réforme de celle-ci, avec notamment la scission de la compétition entre une Division A et une Division B. La Division B devient alors, de fait, une quatrième division professionnelle distincte suivant un calendrier différent de la Division A.

## Format
Le championnat est divisé en quatre groupes formant des groupes constitués d'un nombre variable d'équipes. Les vainqueurs de chaque groupe sont promus en troisième division à l'issue de chaque saison.
En fonction du nombre d'équipes en lice dans chaque groupe, celles-ci s'affrontent deux à quatre fois par saison.

### Évolution du nombre de participants
Le nombre de clubs participant à la quatrième division change chaque saison, du fait de la multitude de clubs se retirant ou s'inscrivant indépendamment des relégations et promotions sportives. Durant sa première itération, la quatrième division a compté 88 à 104 participants se répartissant en 5 à 6 groupes de 13 à 24 équipes selon les éditions.
Pour sa première édition en 2023, la compétition se compose de 57 équipes réparties en quatre groupes de 9 à 18 participants.
| Tretia Liga             | Tretia Liga | Tretia Liga | Tretia Liga | Tretia Liga | Tretia Liga | Tretia Liga | Tretia Liga |
| Saison                  | Total       | Zone 1      | Zone 2      | Zone 3      | Zone 4      | Zone 5      | Zone 6      |
| ----------------------- | ----------- | ----------- | ----------- | ----------- | ----------- | ----------- | ----------- |
| 1994                    | 104         | 18          | 17          | 24          | 15          | 17          | 14          |
| 1995                    | 98          | 17          | 16          | 23          | 13          | 15          | 14          |
| 1996                    | 102         | 18          | 18          | 21          | 16          | 16          | 13          |
| 1997                    | 88          | 13          | 16          | 21          | 20          | 18          |             |
| Vtoraïa Liga Divizion B |             |             |             |             |             |             |             |
| Saison                  | Total       | Groupe 1    | Groupe 2    | Groupe 3    | Groupe 4    |             |             |
| 2023                    | 59          | 14          | 18          | 18          | 9           |             |             |
| 2024                    | 62          | 17          | 16          | 15          | 14          |             |             |

## Palmarès
| Saison | Zone 1                    | Zone 2                           | Zone 3                       | Zone 4                            | Zone 5             | Zone 6                   |
| ------ | ------------------------- | -------------------------------- | ---------------------------- | --------------------------------- | ------------------ | ------------------------ |
| 1994   | Avtozaptchast Baksan      | Volgar Astrakhan                 | Spartak-d Moscou (non-promu) | Kristall Smolensk                 | SKD Samara         | Sibir Kourgan (en)       |
| 1995   | Olimp Kislovodsk          | Avangard Koursk                  | Don Novomoskovsk             | Turbostroïtel Kalouga             | Zénith Penza       | Energia Tchaïkovski (en) |
| 1996   | Spartak Anapa (en)        | Saliout-Ioukos Belgorod          | Dynamo-d Moscou (non-promu)  | Orekhovo Orekhovo-Zouïevo         | Spartak Tambov     | Sodovik Sterlitamak      |
| 1997   | Lokomotiv Mineralnye Vody | Kouban Slaviansk-na-Koubani (en) | Dynamo-d Moscou              | Metallourg Vyksa (en) (non-promu) | Zénith Penza       |                          |
|        | Groupe 1                  | Groupe 2                         | Groupe 2                     | Groupe 3                          | Groupe 3           | Groupe 4                 |
| 2023   | Machouk-KMV Piatigorsk    | Khimik Dzerjinsk                 | Khimik Dzerjinsk             | FK Kalouga                        | FK Kalouga         | Torpedo Miass (ru)       |
| 2024   | Forte Taganrog (en)       | Dynamo-2 Moscou                  | Dynamo-2 Moscou              | Dinamo Vladivostok                | Dinamo Vladivostok | Dinamo Kirov             |